# Don Dillaway
Donald Dillaway, dit Don Dillaway, né à New York le 17 mars 1903 et mort à Westlake Village (Californie) le 18 novembre 1982 , est un acteur américain.

## Filmographie partielle

### Au cinéma
- 1930 : Min and Bill de George Hill
- 1931 : Body and Soul de Alfred Santell
- 1931 : La Blonde platine de Frank Capra
- 1931 : Skyline de Sam Taylor
- 1931 : Young as You Feel de Frank Borzage
- 1932 : Attorney for the Defense de Irving Cummings
- 1932 : Cross-Examination de Richard Thorpe
- 1932 : Les Sans-soucis (Pack Up Your Troubles) de George Marshall et Ray McCarey
- 1932 : Miss Pinkerton de Lloyd Bacon
- 1932 : The Animal Kingdom de Edward H. Griffith et George Cukor
- 1942 : La Splendeur des Amberson (The Magnificent Ambersons) de Orson Welles
- 1942 : Blue, White and Perfect de Herbert I. Leeds
- 1943 : Margin for Error de Otto Preminger
- 1944 : L'Imposteur (The Impostor) de Julien Duvivier
- 1950 : La Femme aux maléfices (Born to Be Bad) de Nicholas Ray
- 1951 : The Racket de John Cromwell
- 1951 : La Voleuse d'amour (The Company She Keeps) de John Cromwell
- 1952 : Capitaine sans loi (Plymouth Adventure) de Clarence Brown
- 1961 : La Soif de la jeunesse (Parrish) de Delmer Daves

### À la télévision

#### Séries télévisées
- 1956 : Alfred Hitchcock présente, épisode Momentum : un policier
- 1957 : Maverick saison 1, épisode 13 (The Naked Gallows)
- 1959-1965 : Perry Mason (4 épisodes)
- 1963 : Bonanza, saison 5, épisode 4 (Twilight Town)
- 1965-1966 : Match contre la vie (Run for Your Life), saison 1, épisodes 7 et 27
- 1965 : Les Monstres (The Munsters), épisode Will Success Spoil Herman Munster?
- 1966 : La Grande Vallée (The Big Valley) : saison 2, épisode 2 (Legend of a General: Part 1)
- 1967 : Les Mystères de l'Ouest (The Wild Wild West) , saison 2, épisode 20 (La Nuit de la mariée)